# 王渊 (画家)

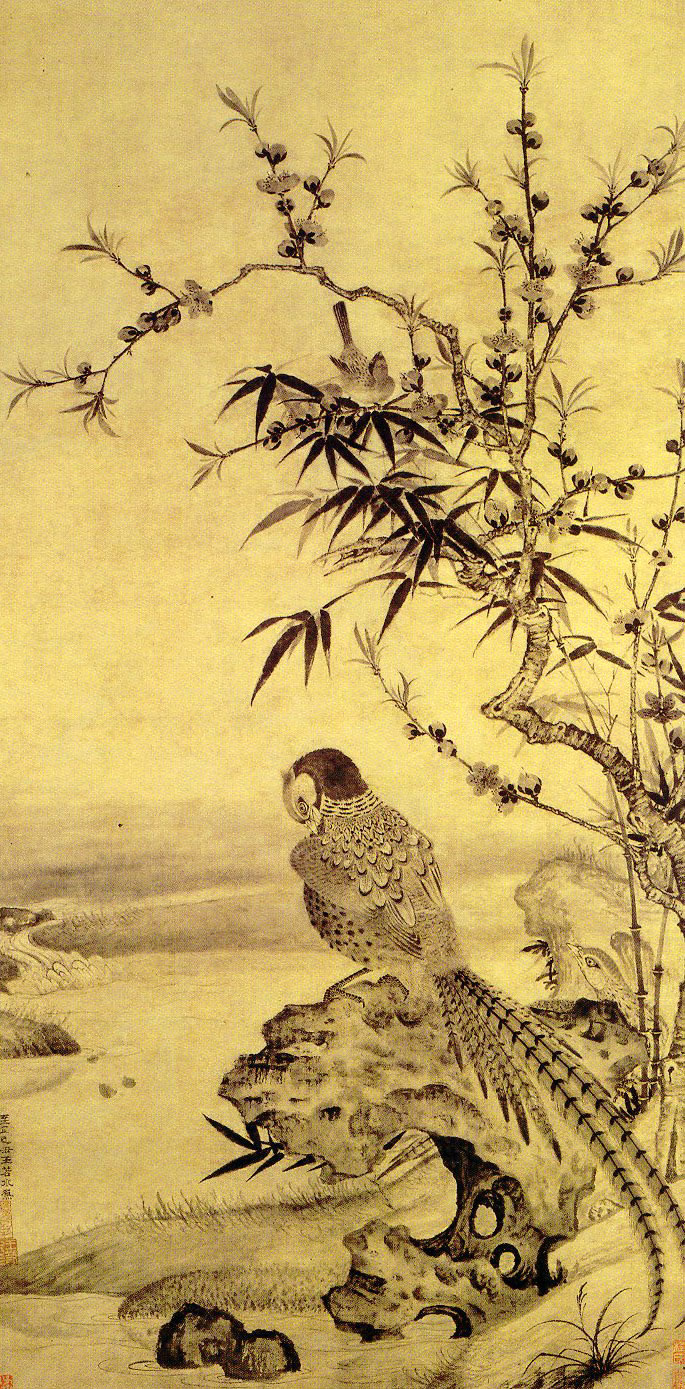
桃竹錦雞圖，藏於北京故宮博物院

王淵（？—？），字若水，號澹軒、一號虎逸居士，錢塘（今浙江杭州）人，元代畫家。

## 生平
幼年经趙孟頫指授畫法，山水學郭熙，人物學唐，尤精水墨花鳥，仿效黄筌父子勾勒，以山水皴染，深淺有致，得寫生之妙，也有較少的設色富麗。

## 作品
《松亭會友圖》，藏於台北國立故宮博物院
《蓮池禽戲圖》，藏於台北國立故宮博物院
《秋山行旅圖》，藏於台北國立故宮博物院
《鷹逐畫眉》軸，藏於台北國立故宮博物院
《桃竹春禽》軸，藏於台北國立故宮博物院
《竹石集禽》，藏於上海博物館
《秋景鶉雀》、《良常草堂》等圖。